# Dolanji

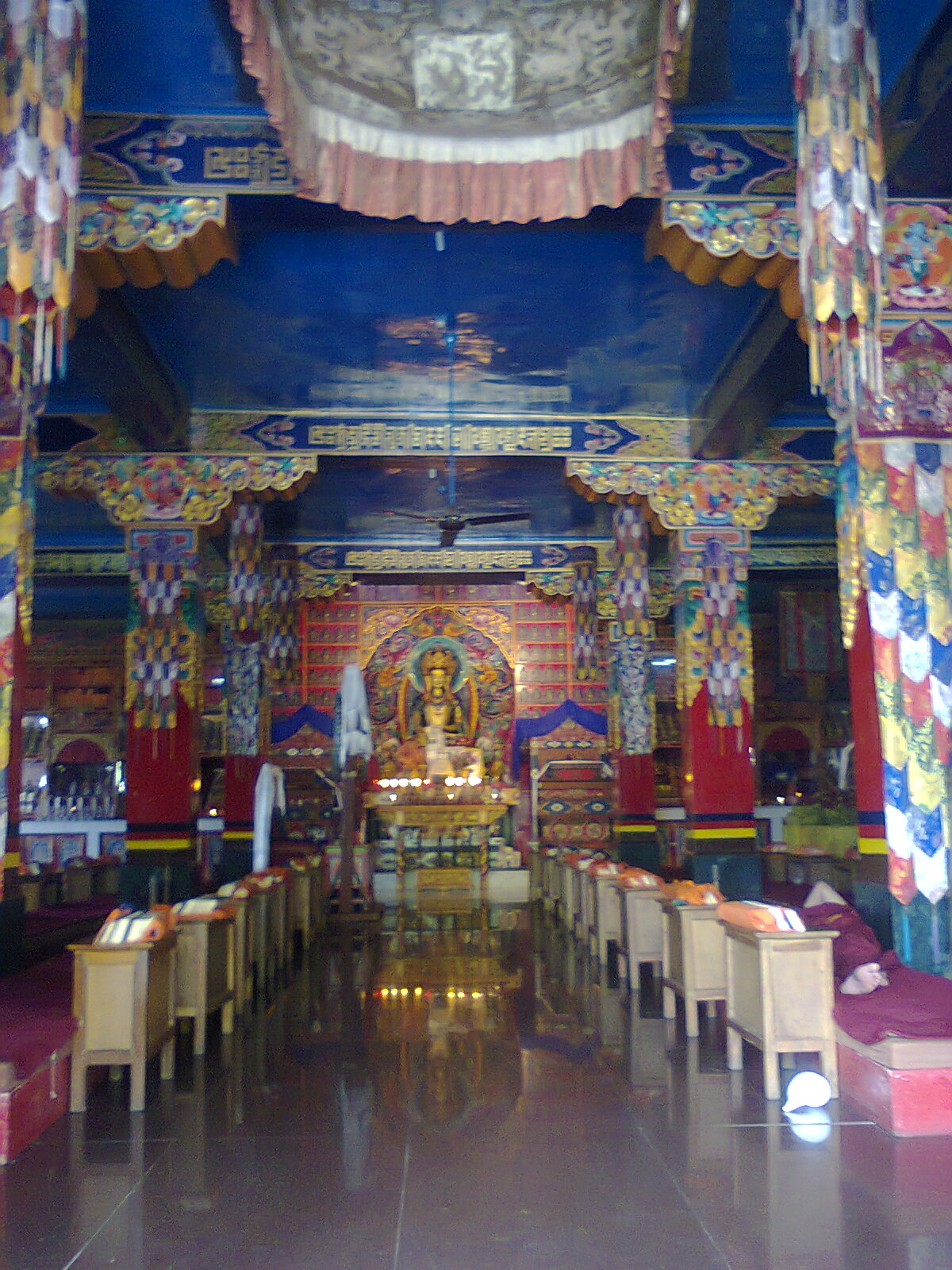
Entrée du monastère bön, Dolanji

Dolanji est un village proche de Solan dans l'Himachal Pradesh, en Inde. Elle est célèbre pour son monastère bön, qui est l'une des principales attractions touristiques du district de Sirmaur,.
Le monastère de Dolanji est une branche du monastère de Menri, le deuxième plus ancien monastère du monde. Il est situé à une distance de 24 à 25 km de Kumarhatti, sur la route Narag-Sarahan et est géré par le centre monastique Yungdrung Bön. Construit en 1969, il a été fondé par l'abbé Lungtok Tenpai Nyima. L'endroit est considéré comme le meilleur endroit pour découvrir la culture tibétaine. Ce monastère a recréé le programme de formation de guéshé bön et abrite plus de 200 moines. Menri en Inde et le monastère de Triten Norbutse au Népal accueillent désormais les deux seuls autres programmes de guéshé de la lignée bön.